# Gudhammars herrgård

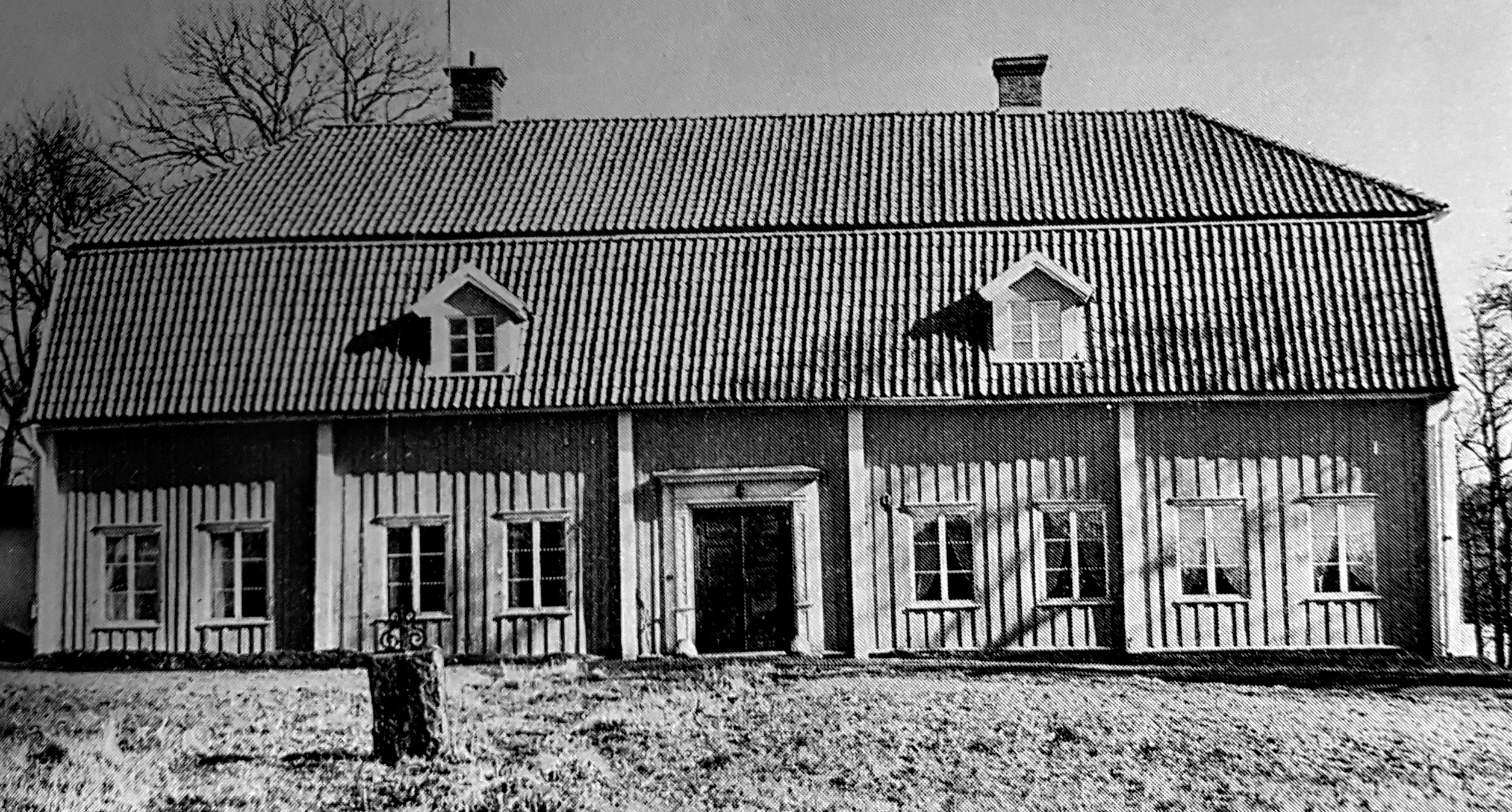
Gudhammars herrgård

Gudhammars herrgård är en herrgård vid sjön Skagern i Hova socken, Gullspångs kommun i Västra Götaland. 
Under åren 1625-1824 var Gudhammar förenad med Kroppfjälls gård som en utgård. Peder Hård som var kammarherre hos Gustaf II Adolf ägde även de närliggande gårdarna Hjellsö och Hårdeholm. Sonen Göran Hård drev förutom Gudhammar gårdarna Wahlaholm och Sännenäs enligt hans epitafium i Hova kyrka. Under hela 1700-talet ägdes egendomen av medlemmar i släkten Hård av Segerstad som genomgående vid sidan av jordbruket var militärer. Byggnaden är uppförd i trä 1748 med ett mansardtak. Det är en takform som förknippas med 1750-talet, vore det inte för takets form skulle man kunna anta att byggnaden var äldre eftersom den bär på en stark prägel av den karolinska byggnadsstilen. Runt huvudbyggnaden uppfördes ett 20-tal byggnader. Den södra flygelbyggnaden uppfördes 1778 och den norra 1827 samtidigt med den norra flygeln uppfördes även en byggnad för spritbränning. Under hovförgyllarens Lars Kylbergs ägo 1794 omfattade Gudhammar två mantal samt gårdarna Kroppfjäll, Högsten samt Reserud. I början av 1800-talet avskiljdes Kroppfjäll från huvudgården då den dåvarande ägaren Ture Gabriel Rudenschöld sålde Gudhammar till sina söner men behöll Kroppfjäll för egen räkning.

## Interiör

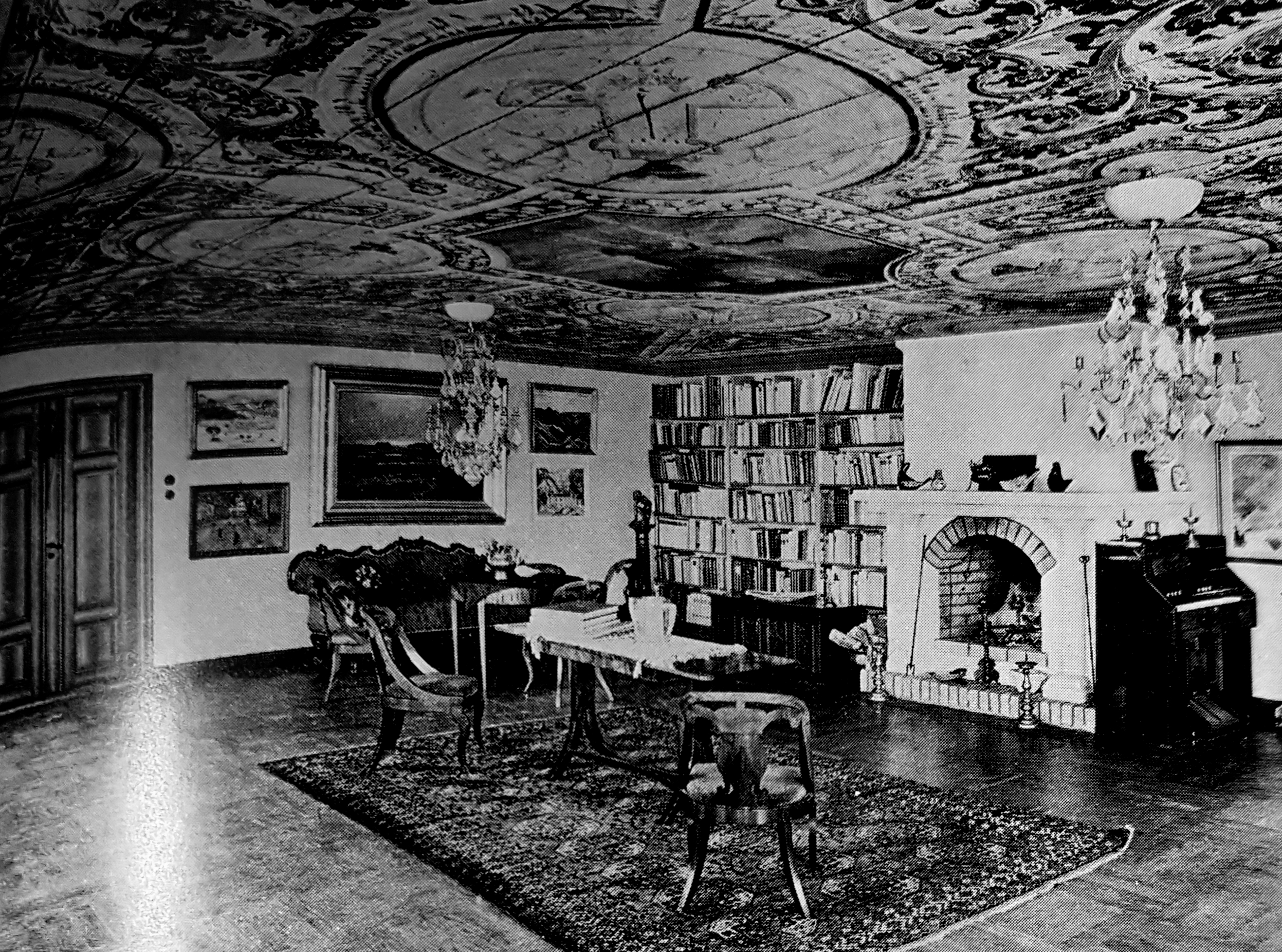
Stora salen på Gudhammar herrgård

I första våningen finns en större tambur där golvet är täckt med golvplattor som är tillverkade på gården. Till höger om tamburen finns herrgårdens stora kvadratiska sal där taket är täckt med en takmålning i senkarolinsk stil med olika motiv i flera mindre segment samt en central huvudmålning. Ett av segmentet föreställer Justitia, rättvisans gudinna. Under 1800-talet delades salongen upp i flera rum men under 1910-talet återställdes salongen till sitt ursprungliga utseende och takmålningarna återställdes. Under flera år användes salen som tingssal. Till vänster om tamburen finns två mindre rum av kammartyp. Mot sjösidan finns ytterligare tre rum av kammartyp samt kök och badrum. På övervåningen finns fyra mindre gavelrum. Under Dagmar Carlsson ägotid genomfördes en omfattande restaurering och modernisering av herrgården med nytt kök och sanitetsutrymmen. 

## Byggnader och mark

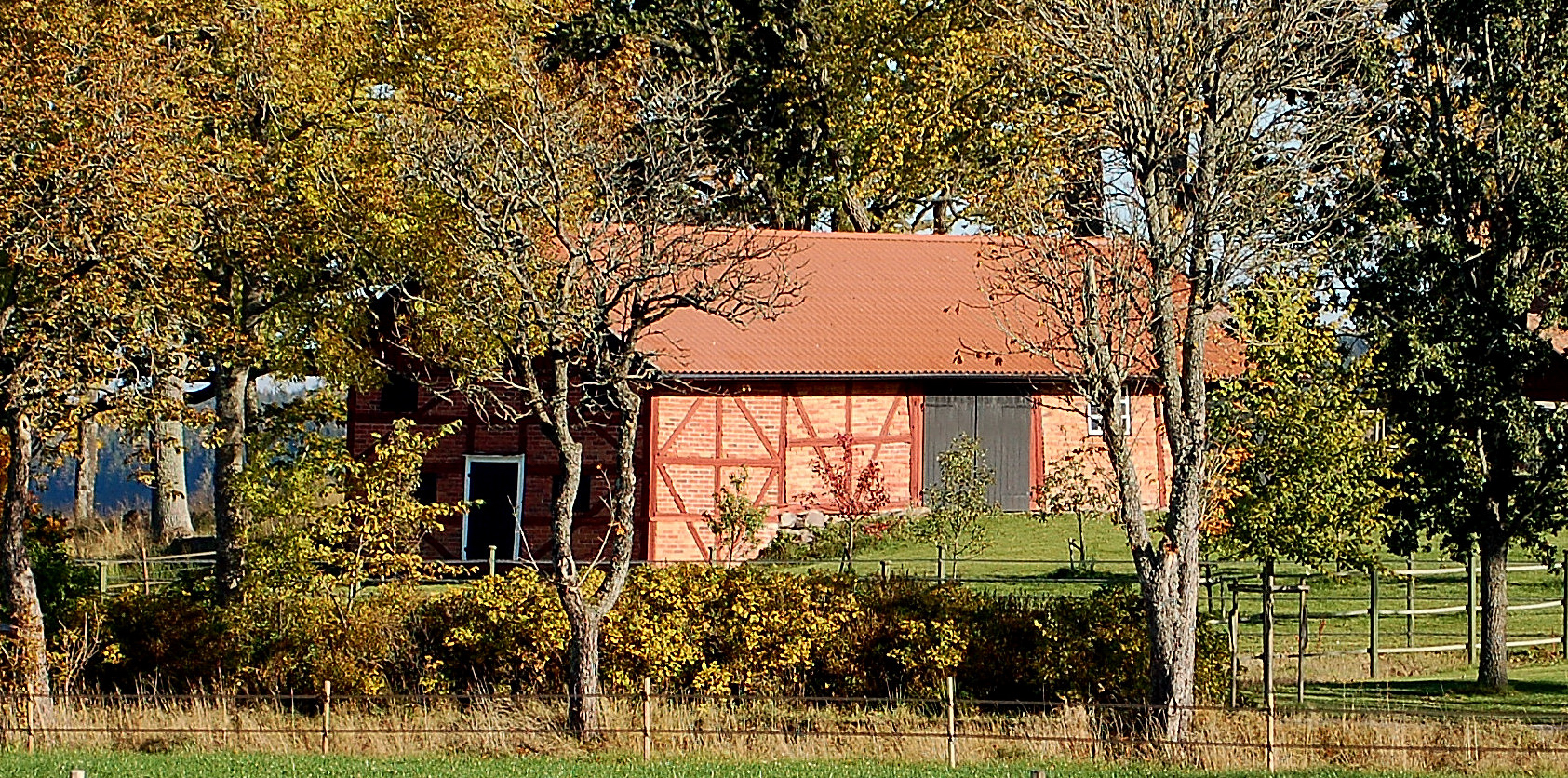
Ekonomibyggnad vid Gudhammars herrgård

Under 1786 uppfördes en rad ekonomibyggnader bland annat ladugård, loge, redskapshus och portlider. Under 1800-talets mitt ersattes de flesta ekonomibyggnaderna med tegelbyggnader där teglet tillverkades på gården. Totalt täckte ekonomibyggnaderna 4800 kvadratmeter de flesta byggnaderna var i två plan men även några med tre plan förekommer. Åkerarealen är omkring 200 hektar till detta kommer cirka 400 hektar skogsmark. Inom herrgårdens område ligger fågelreservatet Gudhammarsviken. Vikens skyddade läge har skapat förutsättningar för ett rikt fågelliv. Vid lågvatten i sjön Skagen är den långa sandstranden en populär rastplats för olika flyttfåglar och den frodiga växtligheten längs ena stranden ger goda häckningsplatser för olika våtmarksfåglar. Vid stranden finns en observationsplattform.

## Ägarlängd
- Ulf Gudmarsson
- 1625 Peder Hård (1588-1649), (Peder Hård af Segerstad), kammarherre med smeknamnet Rike Tivedsgubben
- 1649 Göran Hård, (1624-1672), (Göran Hård af Segerstad), ryttmästare
- 1672 Per Hård, (1653-1729), (Per Hård af Segerstad) generalmajor
- 1729 Magnus Gabriel Hård, (Magnus Hård af Segerstad), kapten
- 1744 Joakim Hård, (Joachim af Segerstad) kapten
- 1785 hans arvingar Märtha Christina de Laval och Ottiliana de Laval
- 1789 Laurentius Kylberg, hovförgyllare
- 1795 Carl Ulrik Gadde, kammarjunkare
- 1810 Thure Gabriel Rudenschöld, (1759-1839), (överstelöjtnant), samt sönerna Carl, (1795-1864), (kapten) och Torsten Rudenschöld, (1798-1859), (kapten).
- 1868 Svante Gustaf Reenstierna, possessionat
- 1896 Per Adolf Zethaeus, possessionat
- 1869 L von Harten
- 1896 Sixten Groth, disponent
- 1898 Ludvig C. Blichfeld, godsägare
- 1910 Ivar G Wærn
- 1919 K. J. Holmgren
- 1937 Dagmar Carlsson gift med Waldemar  Carlsson
- Göran Bånge